# Ralph Katz
Ralph Katz (ur. 20 maja 1957 – Steubenville) – amerykański brydżysta, World Grand Master (WBF).
Ralph Katz jest maklerem giełdowym.

## Wyniki brydżowe

### Olimpiady
Na olimpiadach uzyskał następujące rezultaty:
| Olimpiady Brydżowe. Zawody teamów | Olimpiady Brydżowe. Zawody teamów | Olimpiady Brydżowe. Zawody teamów    | Olimpiady Brydżowe. Zawody teamów | Olimpiady Brydżowe. Zawody teamów | Olimpiady Brydżowe. Zawody teamów |
| Rok                               | Miejsce                           | Zawody                               | Kategoria                         | Drużyna                           | Pozycja                           |
| --------------------------------- | --------------------------------- | ------------------------------------ | --------------------------------- | --------------------------------- | --------------------------------- |
| 2012                              | Lille                             | 2. Olimpiada Sportów Umysłowych      | Open                              | USA                               | 5                                 |
| 2000                              | Maastricht                        | 11. Olimpiada Brydżowa               | Open                              | USA                               | 3                                 |
| 1999                              | Lozanna                           | 2. Mistrzostwa o Wielką Nagrodę MKOL | Open                              | USA                               | 6                                 |

### Zawody światowe
W światowych zawodach zdobył następujące lokaty:
| Mistrzostwa Świata. Konkurencja teamów | Mistrzostwa Świata. Konkurencja teamów | Mistrzostwa Świata. Konkurencja teamów          | Mistrzostwa Świata. Konkurencja teamów | Mistrzostwa Świata. Konkurencja teamów | Mistrzostwa Świata. Konkurencja teamów |
| Rok                                    | Miejsce                                | Zawody                                          | Kategoria                              | Drużyna                                | Pozycja                                |
| -------------------------------------- | -------------------------------------- | ----------------------------------------------- | -------------------------------------- | -------------------------------------- | -------------------------------------- |
| 2014                                   | Sanya                                  | 14. Seria Mistrzostw Świata                     | Open                                   | Nickell                                | 9                                      |
| 2012                                   | Lille                                  | 5. Otwarte Mistrzostwa Świata Teamów Mikstowych | Miksty                                 | Zia                                    | 11                                     |
| 2010                                   | Filadelfia                             | 13 Seria Mistrzostw Świata                      | Open                                   | Nickell                                | 2                                      |
| 2009                                   | São Paulo                              | 39 Mistrzostwa Świata Teamów                    | Open                                   | USA 2                                  | 1                                      |
| 2007                                   | Szanghaj                               | 38 Mistrzostwa Świata Teamów                    | Open                                   | USA 1                                  | 2                                      |
| 2006                                   | Werona                                 | 12 Mistrzostwa Świata                           | Open                                   | Jacobs                                 | 33                                     |
| 2005                                   | Estoril                                | 37. Mistrzostwa Świata Teamów                   | Trans                                  | Jacobs                                 | 36                                     |
| 2003                                   | Monte Carlo                            | 36. Mistrzostwa Świata Teamów                   | Trans                                  | Jacobs                                 | 40                                     |
| 2002                                   | Montreal                               | 11 Mistrzostwa Świata                           | Open                                   | Jacobs                                 | 17                                     |
| 2000                                   | Southampton                            | 34. Mistrzostwa Świata Teamów                   | Trans                                  | Katz                                   | 25                                     |
| 1990                                   | Genewa                                 | 8. Mistrzostwa Świata                           | Open                                   | Weinstein                              | 5                                      |
| 1986                                   | Miami Beach                            | 7. Mistrzostwa Świata                           | Open                                   | Bramley                                | 11                                     |
| 1982                                   | Biarritz                               | 6. Mistrzostwa Świata                           | Open                                   | Katz                                   | 13                                     |

| Mistrzostwa Świata. Konkurencja par | Mistrzostwa Świata. Konkurencja par | Mistrzostwa Świata. Konkurencja par | Mistrzostwa Świata. Konkurencja par | Mistrzostwa Świata. Konkurencja par | Mistrzostwa Świata. Konkurencja par |
| Rok                                 | Miejsce                             | Zawody                              | Kategoria                           | Partner                             | Pozycja                             |
| ----------------------------------- | ----------------------------------- | ----------------------------------- | ----------------------------------- | ----------------------------------- | ----------------------------------- |
| 2014                                | Sanya                               | 14. Seria Mistrzostw Świata         | Open                                | Nick Nickell                        | 70                                  |
| 2010                                | Filadelfia                          | 13 Mistrzostwa Świata               | Open                                | Nick Nickell                        | 38                                  |
| 2006                                | Werona                              | 12. Mistrzostwa Świata              | Open                                | Michael Rosenberg                   | 21                                  |
| 2002                                | Montreal                            | 11. Mistrzostwa Świata              | Open                                | Gary Cohler                         | 34                                  |
| 1998                                | Lille                               | 10. Mistrzostwa Świata              | Open                                | Chris Compton                       | 4                                   |
| 1998                                | Lille                               | 10. Mistrzostwa Świata              | Miksty                              | Martha Katz                         | 6                                   |
| 1994                                | Albuquerque                         | 9 Mistrzostwa Świata                | Open                                | Howard Wienstein                    | 8                                   |
| 1990                                | Genewa                              | 8. Mistrzostwa Świata               | Open                                | Peter Nagy                          | 2                                   |
| 1986                                | Miami Beach                         | 7. Mistrzostwa Świata               | Miksty                              | Seymon Deutsch                      | 20                                  |

### Zawody europejskie
W europejskich zawodach zdobył następujące lokaty:
| Zawody europejskie. Konkurencja teamów | Zawody europejskie. Konkurencja teamów | Zawody europejskie. Konkurencja teamów | Zawody europejskie. Konkurencja teamów | Zawody europejskie. Konkurencja teamów | Zawody europejskie. Konkurencja teamów |
| Rok                                    | Miejsce                                | Zawody                                 | Kategoria                              | Drużyna                                | Pozycja                                |
| -------------------------------------- | -------------------------------------- | -------------------------------------- | -------------------------------------- | -------------------------------------- | -------------------------------------- |
| 2005                                   | Teneryfa                               | 2. Otwarte Mistrzostwa Europy          | Miksty                                 | Jacobs                                 | 17                                     |
| 2005                                   | Teneryfa                               | 2. Otwarte Mistrzostwa Europy          | Open                                   | Jacobs                                 | 5                                      |
| 2003                                   | Mentona                                | 1. Otwarte Mistrzostwa Europy          | Open                                   | Jacobs                                 | 17                                     |

## Klasyfikacja
- Ralph Katz – klasyfikacja WBF (ang.)